# جهنده (رمان)
جهنده (به انگلیسی: Jumper) رمانی علمیـتخیلی نوشتهٔ استیون گولد است که توسط تور بوکز در ایالات متحدهٔ آمریکا منتشر شده‌است.
در سال ۲۰۰۸ فیلمی به همین نام به کارگردانی داگ لیمان، محصول ایالات متحدهٔ آمریکا، بر پایهٔ این رمان ساخته شد.